# Loriculus amabilis
Loriculus amabilis е вид птица от семейство Psittaculidae.

## Разпространение
Видът е разпространен в Индонезия.